# Bernhard Hemmerle
Bernhard Hemmerle (* 25. Dezember 1949 in Herschbach, Unterwesterwald) ist ein deutscher Kirchenmusiker, Komponist und Heimatforscher.

## Leben

### Erste musikalische Ausbildung und Studium
Ab dem fünften Lebensjahr erhielt Bernhard Hemmerle Klavier- und ab dem neunten Lebensjahr Orgelunterricht. 1961 wurde Kirchenmusikdirektor Arnold Freistühler in Wirges sein Lehrer. Zusätzliche Klavier-Studien betrieb Hemmerle später bei der Pianistin Anneliese Hasselmann in Dierdorf. Ab 1961 übernahm B. Hemmerle das Orgelspiel bei Gottesdiensten in Herschbach und wirkte bei Gottesdienstgestaltungen des Kirchenchores Cäcilia Herschbach und von Kirchenchören der Nachbarorte bei der Aufführung von Orchestermessen und anderen Chorwerken in Gottesdiensten und Konzerten.
Von 1968 bis 1972 studierte Hemmerle an der Hochschule für Musik und Darstellende Kunst in Frankfurt am Main Kath. Kirchenmusik und Privatmusik (Lehrer für Klavier- und Orgelspiel). Während des Studiums war er Organist an St. Johannes in Frankfurt-Unterliederbach, und zudem als Lehrer (Musikalische Grundausbildung, Klavier, Blockflöte) an der Jugendmusikschule Frankfurt, als Musiklehrer und Leiter des Schulchores an der Albrecht-Dürer-Schule in Frankfurt-Sossenheim, sowie als Chorleiter tätig.
Erfahrungen im Orgelbau sammelte er durch regelmäßige Praktika bei Orgelbauer Heinrich Wilhelm Voigt, dem Inhaber der Orgelbau-Firma Heinrich Voigt in Frankfurt-Unterliederbach.

### Wirken als Kirchenmusiker im Bistum Limburg
Nach einjähriger Tätigkeit als Organist und Chorleiter an St. Ignatius in Frankfurt (1974) trat er am 15. Januar 1975 die hauptamtliche Kirchenmusikerstelle an St. Peter und Paul in Villmar an, die er bis Oktober 1994 innehatte. Von 1975 bis 1988 war Bernhard Hemmerle zudem Bezirkskantor im Kirchenbezirk Limburg des Bistums Limburg (u. a. Ausbildung nebenberuflicher Kirchenmusiker), sowie Mitglied der Fachkommission Chorleitung im Bistum Limburg und des Arbeitskreises Kirchenmusik und Jugendseelsorge im Bistum Limburg (NGL).
Als Assistent des damaligen Glockensachverständigen im Bistum Limburg – Kirchenmusikdirektor Hubert Foersch – wirkte er von 1985 bis Mitte 1988, ehe er Mitarbeiter in der Leitung des Referates Kirchenmusik (RKM) des Bistums Limburg wurde. Mit der Ernennung zum Kirchenmusikdirektor wurde er am 1. Januar 1989 zum Stellvertretenden Leiter des Referates Kirchenmusik im Bistum Limburg berufen. Mit Termin 1. September 1991 wurde KMD Bernhard Hemmerle die Leitung des Referates Kirchenmusik im Bistum Limburg übertragen, das er bis zum Eintritt in den Ruhestand im Juni 2007 leitete.

### Überdiözesane Aufgaben
Von den verschiedenen überdiözesanen Aufgabenstellungen Hemmerles, der 1978 vom Fachverband Deutscher Berufschorleiter zum „Musikdirektor“ ernannt wurde, seien folgende genannt:
1988–2007 Mitglied der „Konferenz der Leiter/-innen kath. kirchenmusikalischer  Ausbildungsstätten Deutschlands“ (KdL) – von 1989 bis 1992 war Bernhard Hemmerle zudem Vorstandsmitglied der KdL und zugleich Leiter des Arbeitskreises „C-Ausbildung“. Von 1991 (Gründung) bis 2007 war Bernhard Hemmerle Mitglied der „Arbeitsgemeinschaft der Leiter/innen der kath. Ämter / Referate für Kirchenmusik der Deutschen Diözesen“ (AGÄR). Von 1991 bis 2007 war er Vertreter der Diözese Limburg bei den A-Kirchenmusik-Examina an der Hochschule für Musik und Darstellende Kunst Frankfurt am Main. Die Vertretung des Diözesan-Cäcilien-Verbandes Limburg (DCV Limburg) im Allgemeinen Cäcilienverband für Deutschland (ACV) nahm Hemmerle von 2000 bis 2007 wahr. Zudem vertrat er mehrere Jahre das Referat Kirchenmusik im Bistum Limburg im Landesmusikrat Hessen und zeitweise im Landesmusikrat Rheinland-Pfalz. Bis zu seinem Dienstende im Juni 2007 hatte KMD Hemmerle zudem die Federführung für die Erarbeitung des Limburger Diözesanteils des neuen Gotteslob (GL) inne.

## Komponist und Autor

### Kompositionen
Schon während der Zeit als aktiver Kirchenmusiker schrieb Bernhard Hemmerle zahlreiche an der Praxis orientierte Chorwerke. Das kompositorische Schaffen erweiterte sich nach dem Eintritt in den Ruhestand, da Hemmerle nun auch die Anfragen und Kompositionsaufträge verschiedener Chöre und Instrumentalensembles erfüllen konnte. Viele Chorwerke wurden von verschiedenen Musikverlagen in Deutschland und den USA veröffentlicht, und zahlreiche Kompositionen sind als Privatdrucke erschienen. Etliche  Einspielungen seiner Chor- und Instrumental-Werke wurden auf CD und DVD veröffentlicht sowie von Rundfunk- und Fernsehsendern ausgestrahlt. Verschiedene Aufnahmen seiner Werke sind überdies bei YouTube verfügbar.
Der Werkkatalog umfasst zurzeit über 400 Titel (Chorwerke, Sologesang, Orgelwerke, Werke für Blechbläserquartett, Euphonium/Posaune-Solo und mit Klavier- oder Orgelbegleitung). In der Deutschen Nationalbibliothek – MusikArchiv – sind über 350 Kompositionen und Bearbeitungen von Bernhard Hemmerle eingestellt.

### Publikationen
Hemmerle hat über 250 Artikel und Beiträge zur Kirchenmusik, insbesondere zur Kirchenmusik im Bistum Limburg, den Bereichen Glockenwesen und Orgelbau, zur regionalen Geschichte und Heimatkunde verfasst, die in verschiedenen Fachbüchern und Fachzeitschriften, Periodika, Lexika und in der Presse erschienen. Besonders zu erwähnen sind seine zahlreichen Beiträge für das Biographisch-Bibliographische Kirchenlexikon (BBKL) und das von ihm erarbeitete und bis Oktober 2015 fortgeführte Lexikon Im Dienste der Musica sacra (Lexikon KirchenMusik im BistumLimburg). Das Lexikon KMBL war bewusst als Internet-Lexikon konzipiert und enthält auch zahlreiche Personenportraits von Kirchenmusikern aus den ehemals zu den Bistümern Mainz und Trier gehörenden Gebieten des heutigen Bistums Limburg. Das Lexikon ist ein wichtiger Beitrag zur Geschichte der Kirchenmusik im Bistum Limburg. Eine Druckexemplar der Endfassung des Lexikons KMBL ist in der Deutschen Nationalbibliothek und in der Hochschul- und Landesbibliothek RheinMain eingestellt.